# Billy Hagan

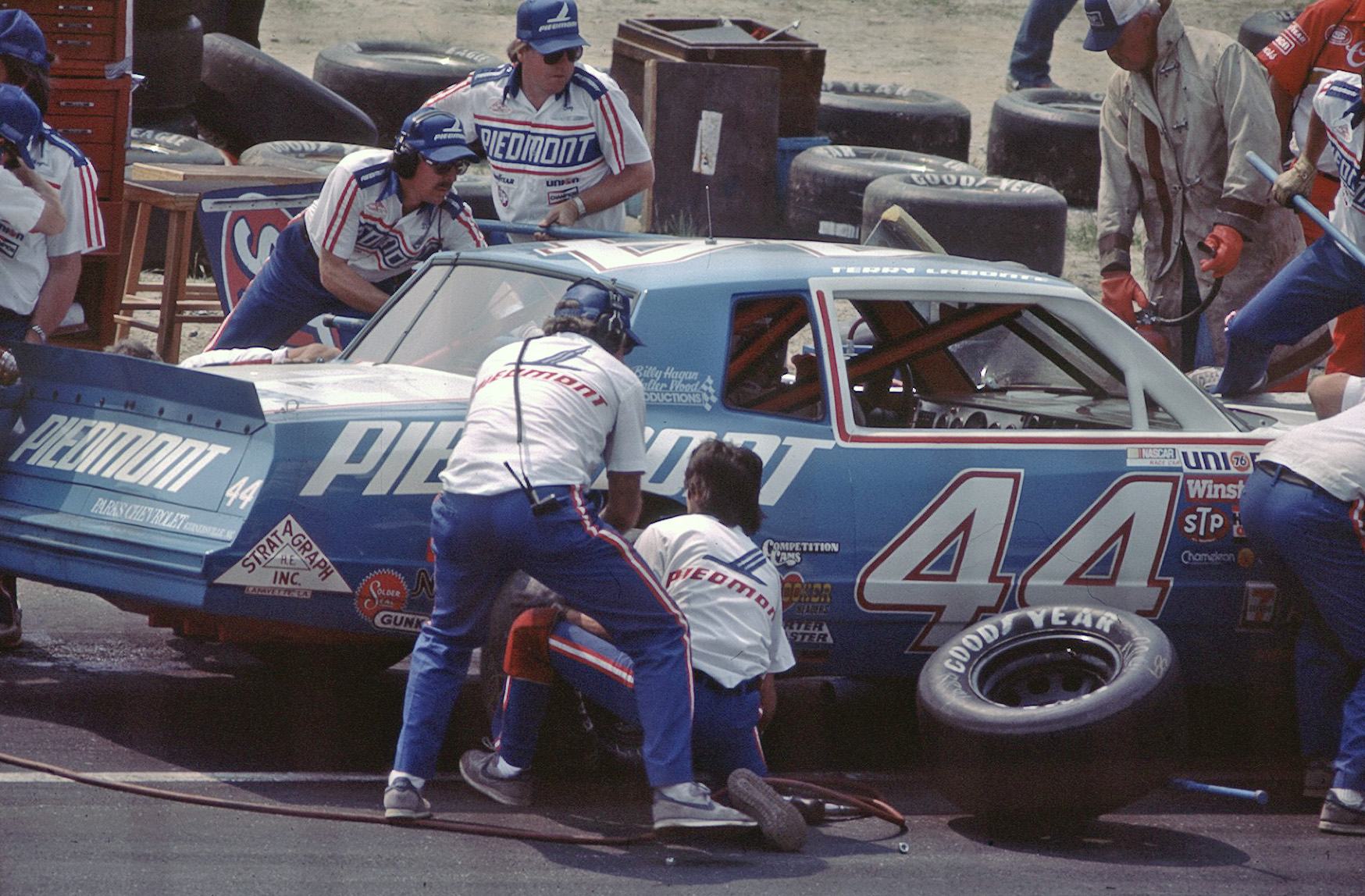
Billy Hagan im Hintergrund mit Kappe, Brille und Kopfhörer bei einem Labonte-Boxenstopp in der Meisterschaftssaison 1984

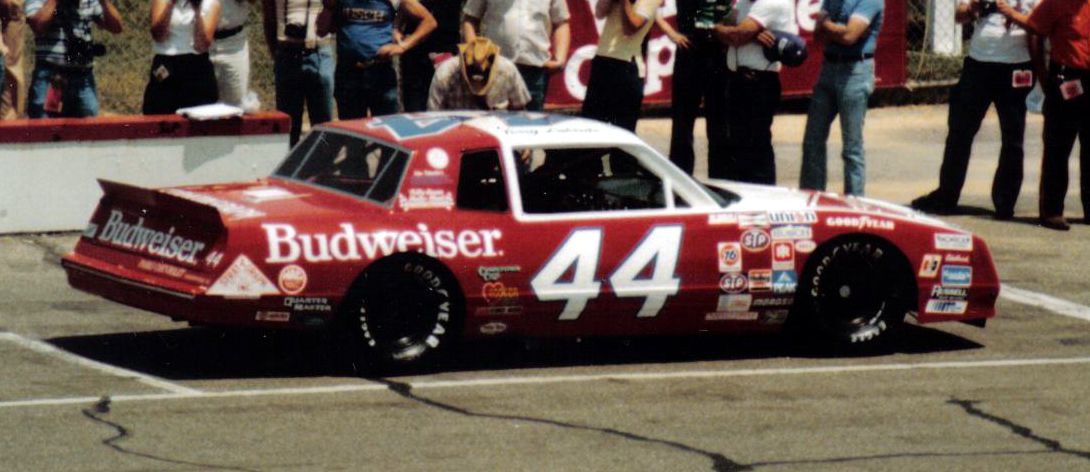
Der von Budweiser gesponserte Bill-Hagan-Racing-Chevrolet mit Terry Labonte am Steuer, bei einem Boxenstopp beim Van Scoy 500 1983

William „Billy“ Joe Hagan (* 22. März 1932 in Lillie; † 16. November 2007) war ein US-amerikanischer Unternehmer, Automobilrennfahrer und Rennstallbesitzer.

## Fahrer in der NASCAR
Billy Hagan kam während der Großen Depression in einer Kleinstadt im Süden der Vereinigten Staaten zur Welt. Der kleine Ort im Union Parish in Louisiana zählte zum Zeitpunkt seiner Geburt nicht einmal 100 Einwohner. Aufgewachsen ist er in einer weit größeren Stadt, in Lafayette, dem Verwaltungssitz des Lafayette Parish. 1961 gründete Hagan Stratagraph, ein Unternehmen, das sich auf die Bereitstellung von Messtechnik für die ölfördernde Industrie spezialisiert hatte. Viele Jahre diente Stratagraph auch als Sponsor der eigenen Rennaktivitäten, was zur Folge hatte, dass das kleine mittelständische Unternehmen in ganz Nordamerika bekannt wurde. Heute werden die Geschäfte von Randy Hale und Hagan’s Sohn William geführt.
Die NASCAR-Karriere von Hagan im Sprint Cup, damals Grand National Series, begann 1969, als es ihm gelang, seinen Mercury für das Talladega 500 zu qualifizieren. Damit bestritt er sein erstes Rennen in der höchsten NASCAR-Division gleich auf einem Superspeedway. Auf die 29. Stelle in der Qualifikation folgte der achte Endrang im Rennen. Erst sechs Jahre später war er wieder als Fahrer bei einem NASCAR-Rennen am Start, wieder in Talladega. Diesmal wurde er Neunzehnter. Seinen dritten und letzten Sprint-Cup-Auftritt hatte er 1979 am Texas World Speedway. Das Texas 400 beendete er als Siebzehnter im Schlussklassement.

## Sportwagenrennen
Weit aktiver als in der NASCAR war Hagan im Sportwagensport. In den 1960er-Jahren war er in der US-amerikanischen SCCA-Sportwagen-Meisterschaft am Start und bestritt 1968 sowohl sein erstes 24-Stunden-Rennen von Daytona als auch sein erstes 12-Stunden-Rennen von Sebring. In den 1970er- und den 1980er-Jahren verlegte er seine Rennaktivitäten in die IMSA-GT- und IMSA-GTP-Serie. Seine besten Ergebnisse waren die dritten Plätze beim 6-Stunden-Rennen von Mid-Ohio 1983 und beim Wertungslauf in Lime Rock 1984. 
Zweimal war er als Fahrer auch beim 24-Stunden-Rennen von Le Mans einer der Teilnehmer. 1981 fiel er aus und 1982 beendete er die Veranstaltung als Gesamtsiebzehnter.

## Billy Hagan Racing
1975 begann Hagan mit dem Aufbau eines eigenen NASCAR-Teams. Erster Pilot der Rennmannschaft war Skip Manning, der 1976 bei 28 Rennstarts einen dritten Rang in Talladega und acht Top-Ten-Platzierungen vorweisen konnte. Amwer Ende des Jahres wurde er bester Nachwuchsfahrer und sicherte sich den NASCAR Rookie of the Year Award. Nach diesem erfolgreichen Beginn blieben weitere gute Ergebnisse in der Folge jedoch aus und nach 15 wechselhaften Auftritten 1978 ersetzte Hagan Manning vor dem Spark Plug 400 durch Mel Larson. Larsen fuhr jedoch nur dieses eine Rennen, dann kam der erst 22-jährige Terry Labonte ins Team, der 1980 beim Southern 500 am Darlington Raceway den ersten Sprint-Cup-Sieg für das Team einfahren konnte. 
Labonte blieb bis zum Ablauf der Saison 1986 beim Team. Diese Phase war die erfolgreichste in der Teamgeschichte. Höhepunkt war der Gewinn der Meisterschaft 1984 mit Siegen auf dem Riverside International Raceway und dem Bristol Motor Speedway.
Auf Labonte folgte Sterling Marlin, aber an die großen Erfolg 1984 konnte das Team trotz einiger starker Rennen nicht mehr ganz anschließen. Es hatte vor allem finanzielle Probleme. Ausgelöst wurden die Schwierigkeiten durch die nunmehr kurzfristig zustande kommenden Sponsorverträge. Hagan’s eigenes Unternehmen war bald an die Grenzen der Möglichkeiten gestoßen und andere Finanzquellen waren immer schwerer zu finden. 1994 war die letzte reguläre Saison von Hagan Rating, die letzten namhaften Piloten waren John Andretti und Randy MacDonald. 1996 verkaufte Hagan das Team an Triad Motorsports und war dort bis 1999 als Miteigentümer tätig. Als Triad 1999 die Aktivitäten einstellte, zog er sich vom Rennsport zurück.
Bei 547 Rennstarts erzielte das Hagan-NASCAR-Team sechs Siege, 15 Pole-Positions, 101 Top-Five und 236 Top-Ten-Platzierungen.
Als der Automobile Club de l’Ouest zu Beginn der 1980er-Jahre das 24-Stunden-Rennen von Le Mans für die hubraumstarken NASCAR- und IMSA-GT-Boliden öffnete, war auch das Hagan Team mit einem Chevrolet Camaro bei diesem 24-Stunden-Rennen gemeldet. 1981 fuhren Cale Yarborough, Bill Cooper und Hagan einen 6,5-Liter-V8-Chevrolet Camaro. Nach einem Unfall von Yarborough wegen eines Bremsdefekts kamen die beiden anderen Piloten im Rennen nicht zum Fahren. 1982 kam das Team mit zwei Fahrzeugen nach Westfrankreich. Während Dick Brooks und Hershel McGriff mangels ausreichender Distanz nicht klassiert wurden, beendete Hagan das Rennen gemeinsam mit Gene Felton und Tom Williams als Gesamtsiebzehnter.

## Tod
Billy Hagan starb im November 2007 im Alter von 75 Jahren, am selben Tag als Terry Labonte seinen 51. Geburtstag feierte.

## Statistik

### Le-Mans-Ergebnisse
| Jahr | Team             | Fahrzeug         | Teamkollege     | Teamkollege | Platzierung | Ausfallgrund |
| ---- | ---------------- | ---------------- | --------------- | ----------- | ----------- | ------------ |
| 1981 | Stratagraph Inc. | Chevrolet Camaro | Cale Yarborough | Bill Cooper | Ausfall     | Unfall       |
| 1982 | Stratagraph Inc. | Chevrolet Camaro | Gene Felton     |             | Rang 17     |              |

### Sebring-Ergebnisse
| Jahr | Team                  | Fahrzeug               | Teamkollege   | Teamkollege       | Teamkollege | Platzierung            | Ausfallgrund |
| ---- | --------------------- | ---------------------- | ------------- | ----------------- | ----------- | ---------------------- | ------------ |
| 1968 | Billy Hagan           | Mercury Cougar         | John McVeigh  | Francis Gillebard |             | Ausfall                | Motorschaden |
| 1977 | Bill Arnold           | Chevrolet Corvette     | Bill Arnold   |                   |             | Rang 16                |              |
| 1978 | Overbagh Motor Racing | Chevrolet Monza        | Hoyt Overbagh | Bud Wamsley       |             | Ausfall                | Motorschaden |
| 1979 | Stratagraph           | Chevrolet Monza        | Hoyt Overbagh | Ron Reed          |             | Ausfall                | Defekt       |
| 1981 | Stratagraph Inc.      | Chevrolet Camaro       | Terry Labonte |                   |             | Ausfall                | Defekt       |
| 1982 | Stratagraph Inc.      | Chevrolet Camaro       | Gene Felton   |                   |             | Ausfall                | Motorschaden |
| 1983 | Stratagraph Inc.      | Chevrolet Camaro       | Gene Felton   | Sam Moses         | Lloyd Frink | Rang 34                |              |
| 1984 | Stratagraph Inc.      | Chevrolet Camaro       | Gene Felton   | Terry Labonte     |             | Rang 8 und Klassensieg |              |
| 1985 | Lee Racing            | Chevrolet Corvette GTP | Carson Baird  | Terry Labonte     |             | Ausfall                | Motorschaden |
| 1988 | Bobby Brown Racing    | Tiga GT286             | Bobby Brown   | Ron Nelson        |             | Ausfall                | Unfall       |

### Einzelergebnisse in der Sportwagen-Weltmeisterschaft
| Saison | Team                                     | Rennwagen                                     | 1   | 2   | 3   | 4   | 5   | 6   | 7   | 8   | 9   | 10  | 11  | 12  | 13  | 14  | 15  | 16  | 17  |
| ------ | ---------------------------------------- | --------------------------------------------- | --- | --- | --- | --- | --- | --- | --- | --- | --- | --- | --- | --- | --- | --- | --- | --- | --- |
| 1968   | Billy Hagan                              | Mercury Cougar                                | DAY | SEB | BRH | MON | TAR | NÜR | SPA | WAT | ZEL | LEM |     |     |     |     |     |     |     |
| 1968   | Billy Hagan                              | Mercury Cougar                                | DNF | DNF |     |     |     |     |     |     |     |     |     |     |     |     |     |     |     |
| 1969   | Lafayette Speed                          | Mercury Cougar                                | DAY | SEB | BRH | MON | TAR | SPA | NÜR | LEM | WAT | ZEL |     |     |     |     |     |     |     |
| 1969   | Lafayette Speed                          | Mercury Cougar                                | DNF |     |     |     |     |     |     |     |     |     |     |     |     |     |     |     |     |
| 1977   | Arnold Racing                            | Chevrolet Corvette                            | DAY | MUG | DIJ | MON | SIL | NÜR | VAL | PER | WAT | EST | LEC | MOS | IMO | SAL | BRH | HOK | VAL |
| 1977   | Arnold Racing                            | Chevrolet Corvette                            | 23  |     |     |     |     |     |     |     |     |     |     |     |     |     |     |     |     |
| 1978   | Arnold Racing Overbagh Racing Jerry Reid | Chevrolet Corvette Chevrolet Monza Ford Pinto | DAY | SEB | MUG | TAL | DIJ | SIL | NÜR | LEM | MIS | DAY | WAT | VAL | ROD |     |     |     |     |
| 1978   | Arnold Racing Overbagh Racing Jerry Reid | Chevrolet Corvette Chevrolet Monza Ford Pinto | 49  | DNF |     | DNF |     |     |     |     |     | 24  | 12  |     | DNF |     |     |     |     |
| 1979   | Stratagraph                              | Chevrolet Monza                               | DAY | SEB | MUG | TAL | DIJ | RIV | SIL | NÜR | LEM | PER | DAY | WAT | SPA | BRH | ROA | VAL | ELS |
| 1979   | Stratagraph                              | Chevrolet Monza                               | 34  | DNF |     |     |     |     |     |     |     |     | 19  |     |     |     |     |     |     |
| 1980   | Cars of Florida                          | Chevrolet Corvette                            | DAY | BRH | SEB | MUG | MON | RIV | SIL | NÜR | LEM | DAY | WAT | SPA | MOS | ROA | VAL | DIJ |     |
| 1980   | Cars of Florida                          | Chevrolet Corvette                            | 53  |     |     |     |     |     |     |     |     |     |     |     |     | 23  |     |     |     |
| 1981   | Stratagraph                              | Chevrolet Camaro                              | DAY | SEB | MUG | MON | RIV | SIL | NÜR | LEM | PER | DAY | WAT | SPA | MOS | ROA | BRH |     |     |
| 1981   | Stratagraph                              | Chevrolet Camaro                              | DNF | DNF |     |     |     |     |     | DNF |     |     | DNF |     |     | 16  |     |     |     |
| 1982   | Stratagraph                              | Chevrolet Camaro                              | MON | SIL | NÜR | LEM | SPA | MUG | FUJ | BRH |     |     |     |     |     |     |     |     |     |
| 1982   | Stratagraph                              | Chevrolet Camaro                              | 17  |     |     |     |     |     |     |     |     |     |     |     |     |     |     |     |     |